# Lysius Salomon

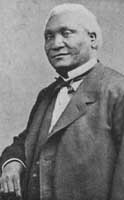
Lysius Salomon

Lysius Salomon, född 1815, död 1888, var president i Haiti 2 oktober 1879-10 augusti 1888.